# Alarum
Alarum is een jazz-, progressieve- en deathmetalband uit Melbourne (Australië). De band werd opgericht in 1992 door de drummer Matt Racovalis. De band begon als een standaard deathmetalband, maar ontwikkelde zich naar meer experimentele deathmetal.
In 1999 bracht de band debuutalbum Fluid Motion uit op het platenlabel Metal Warriors. Vier jaar later kwam bij het label Willowtip het vervolg uit, Eventuality

## Leden
- Mark Palfreyman - vocalist, bassist
- Mark Evans - gitarist
- Scott Young - gitarist
- Matthew Racovalis - drummer

## Discografie
- 1999 - Fluid Motion
- 2003 - Eventuality